# Wilhelm Bröckelmann (Schauspieler, 1749)
Wilhelm Bröckelmann (1749 in Kassel – September 1807 in Lübeck) war ein deutscher Theaterschauspieler, Komiker und Bühnenschriftsteller.

## Leben
Er ging frühzeitig zum Theater und debütierte 1775. Er zeigte namentlich für komische Rollen große Begabung und erwarb sich auf verschiedenen Bühnen Deutschlands einen anerkannten Namen als Komiker. 1783 hörte Friedrich Ludwig Schröder von ihm, überzeugte sich von seinem großen Talent und warb ihn für die Hamburger Bühne. Da wirkte er nun bis 1788 in den verschiedensten, komischen Partien und befestigte seinen Ruf derart, dass er 1789 einen Antrag an das Mecklenburg-Schweriner Theater erhielt. Auch dort war er der Liebling des Publikums und namentlich in der Darstellung zärtlicher Väter und alter Offiziere beliebt. Nachdem er mehrere Jahre daselbst zu den ersten Künstlern gezählt hatte, wurde er Mitglied des Lübecker Theaters. Hier starb er im September 1807. Nicht nur als Schauspieler, sondern auch als Bühnenschriftsteller war Bröckelmann geschätzt.
Sein Sohn Wilhelm wurde ebenfalls Theaterschauspieler.

## Werke
- Die Folgen einer Wette (uraufgeführt 1783 in Hamburg)
- Selbst ist der Mann (uraufgeführt 1787 in Hamburg)
- Vielerlei Handwerk (uraufgeführt 1789 in Neustrelitz)
- Einerlei Unglück (uraufgeführt 1789 in Neustrelitz)
- Die Hautboisten (uraufgeführt 1797 in Kassel)